# Erdo
Erdo és un poble del municipi de Sarroca de Bellera, a la comarca del Pallars Jussà. Formava part del terme primitiu de Sarroca de Bellera.
Està situat a 1,7 km en línia recta al nord-est del seu cap de municipi, i és accessible per una pista rural asfaltada que surt del mateix Sarroca de Bellera per pujar a Vilella i a Erdo, on arriba en 4 km de forta pujada. Aquesta pista passa a prop de Vilella, però no entra en aquest poble.

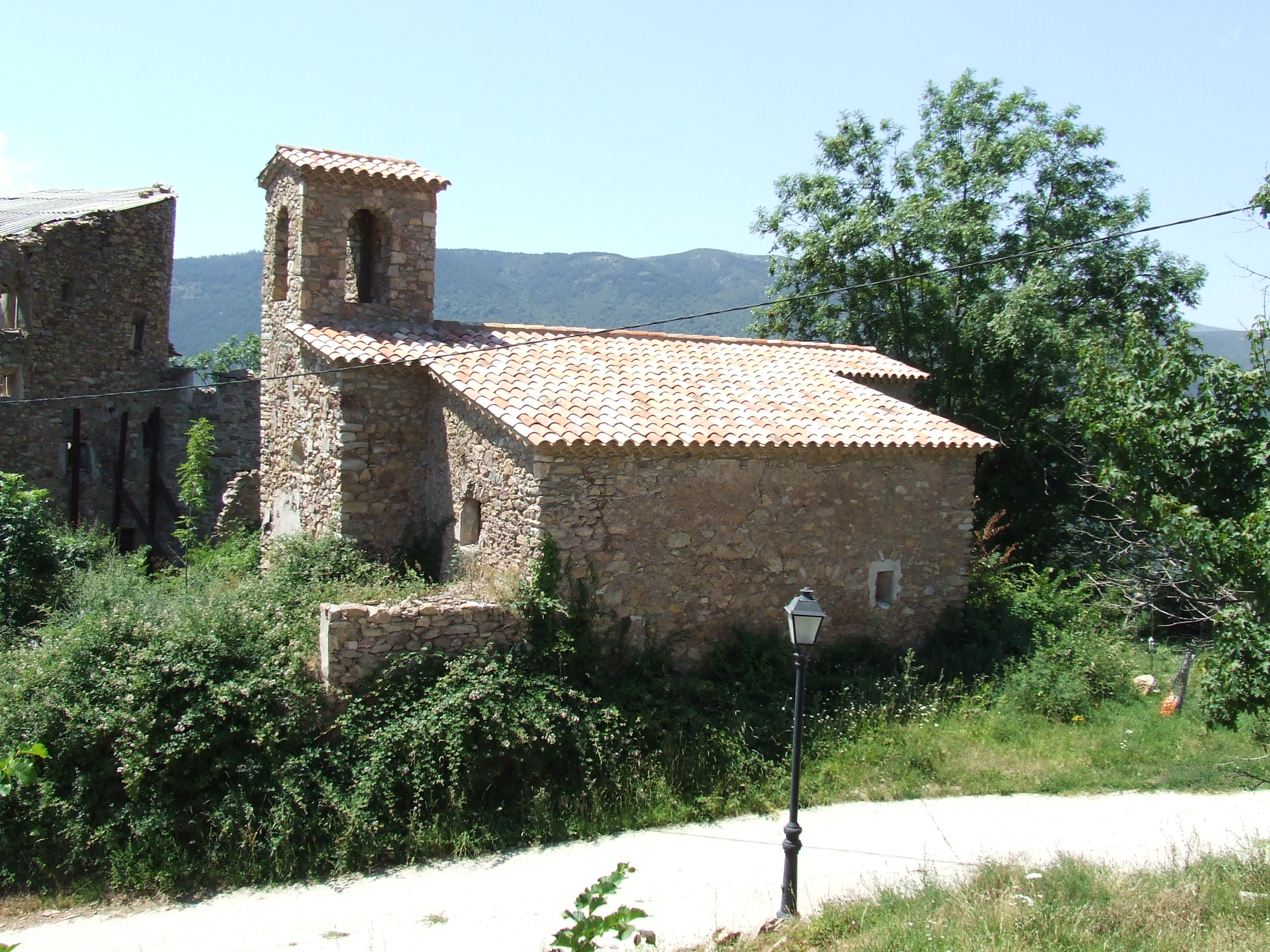
L'església parroquial de Sant Julià

Erdo té l'església parroquial dedicada a sant Julià. És un temple petit, d'una sola nau, amb un campanaret a l'angle sud-est.

## Història
El 1981 Erdo encara tenia 7 habitants, després d'un procés de despoblament allargassat durant el segle xx. El 2005, però, havia experimentat una certa recuperació, i assolia els 13 habitants.
Pascual Madoz, en el seu Diccionario geográfico... del 1845 parla breument d'Erdo, i remet a l'article Coloma de Erdo, Sta.. Només diu que té 3 cases. Anant a l'article dedicat a Santa Coloma d'Erdo, s'hi llegeix que estan situats els dos pobles en un pla, Erdo amb 3 cases i Santa Coloma amb 2, d'una sola planta i bona construcció. El terreny és muntanyós, d'arenisca i de qualitat mitjana. Tenen una font abundant de molt bona qualitat. S'hi conreaven 400 jornals de secà i 10 o 12 de prat. Sense boscos, però amb algunes alzines, oms i nogueres. S'hi produïa blat, sègol, ordi, patates, algunes llegums, fruites i llana. Hi ha també una mica de bestiar d'ovelles, vaques i eugues. Hi havia cacera de perdius i conills. També hi havia una pedrera de calç. 3 veïns (caps de família) i 15 ànimes (habitants) en formaven la població.

## Serveis turístics
El poble d'Erdo és dels que té una certa oferta turística, d'aquest sector del Pallars Jussà. S'hi pot trobar l'allotjament rural La Taleia, situat al nord-oest del poble, a la sortida cap a Sarroca de Bellera i la casa rural Casa Lladós, una mica abans d'arribar al poble.